# Dayana Garroz
Dayana Garroz (Venezuela, 18 de febrero de 1978) es una actriz venezolana que radica actualmente en Mexico.

## Biografía
Su trayectoria iniciada en el 2002, ha sido reconocida por sus tres últimos papeles Corazón apasionado, Relaciones peligrosas y El rostro de la venganza papeles: Emperatriz Ferrer de Mélendez, Julia Madrazo y Carolina Pinto.
En El rostro de la venganza realizó el papel de la amante de Carolina Pinto.

## Telenovelas
| Año       | Título                   | Personaje                     | Empresa                  |
| --------- | ------------------------ | ----------------------------- | ------------------------ |
| 2024      | El ángel de Aurora       | Tete                          | Televisa                 |
| 2023      | Un día para vivir        | Analía                        | Azteca 7                 |
| 2018-2020 | El señor de los cielos   | “Coronela” Ámbar Maldonado    | Telemundo                |
| 2016      | Eva la Trailera          | Marisol Campos                | Telemundo                |
| 2015      | Dueños del paraíso       | Rita Corona                   | Telemundo                |
| 2012-2013 | El rostro de la venganza | Carolina Pinto                | Telemundo                |
| 2012      | Relaciones peligrosas    | Julia de Madrazo              | Telemundo                |
| 2012      | Corazón apasionado       | Emperatriz Ferrer de Mélendez | Venevisión Internacional |
| 2010      | Perro amor               | Viviana Méndez                | Telemundo                |
| 2009-2010 | Más sabe el diablo       | Adamaris García               | Telemundo                |
| 2008      | Valeria                  | Raquel                        | Venevisión Internacional |
| 2007      | Acorralada               | Amanda Valderrama             | Venevisión Internacional |
| 2006-2007 | Decisiones               | Sandy / Sarita                | Telemundo                |
| 2006      | Mi vida eres tú          | Ana Reyes                     | Venevisión Internacional |
| 2004      | Inocente de ti           | Gladys                        | Televisa                 |
| 2003      | Rebeca                   | Marlene                       | Fonovideo                |
| 2002-2003 | Gata salvaje             | Wendy Torres                  | Fonovideo                |